# Montchevrel
Montchevrel är en kommun i departementet Orne i regionen Normandie i nordvästra Frankrike. Kommunen ligger i kantonen Courtomer som tillhör arrondissementet Alençon. År 2022 hade Montchevrel 233 invånare.

## Befolkningsutveckling
Antalet invånare i kommunen Montchevrel
| Referens: INSEE |